# Xanthonychidae
Famille
Synonymes
- Epiphragmophoridae Hoffmann, 1928
- Helminthoglyptidae Pilsbry, 1939

Les Xanthonychidae sont une famille d'escargots terrestres de la super-famille des Helicoidea.

## Systématique
La famille des Xanthonychidae est attribuée, en 1879, par les zoologistes allemands Hermann Strebel (d) (1834–1914) et Georg Johann Pfeffer (1854-1931).

## Taxonomie
Cette famille est proche des Bradybaenidae et des Helicidae. Toutefois, à la suite des avancées de la phylogénie moléculaire, sa taxonomie est encore en discussion et susceptible de révisions. Par exemple, le genre Monadenia y a été transféré depuis les Bradybaenidae, mais est parfois classé dans une famille à part, les Monadeniidae. Le genre Hemitrochus en a été retiré et déplacé dans les Cepolidae. 

## Répartition
Les membres de cette famille sont principalement présents en Amérique centrale, du Sud (Epiphragmophorinae (en)) et du Nord (principalement les Monadeniinae (en)).  

## Liste des sous-familles
Selon Molluscabase, les sous-familles sont les suivantes: 
- Echinichinae Thompson & Naranjo-García, 2012
- Epiphragmophorinae (en) Hoffmann, 1928
- Helminthoglyptinae (en) Pilsbry, 1939
- Humboldtianinae Pilsbry, 1939
- Lysinoinae Hoffmann, 1928
- Monadeniinae (en) Nordsieck, 1987
- Xanthonychinae Strebel & Pfeffer, 1879